# لويس كوندي الأكبر
لويس الثاني البوربوني أمير كوندي (بالفرنسية: Louis II de Bourbon-Condé)؛ المعروف أيضًا بـ كوندي الأكبر (8 سبتمبر 1621 – 11 ديسمبر 1686)، هو أمير فرنسي من أسرة آل بوربون الحاكمة، وبالتالي واحد من أمراء الدم.

## السيرة الذاتية
وُلد لويس في باريس باعتباره الابن الذكر البكر لوالديه هنري الثاني البوربوني أمير كوندي وزوجته شارلوت مارغريت الممورنسية التي كانت وريثة واحدة من أرفع الدوقيات في فرنسا. كان والده ابن عم الملك هنري الرابع، ما جعله جزءًا من النخبة الملكية الفرنسية.
تلقّى لويس تعليمًا صارمًا وشاملًا بإشراف والده، فدرس التاريخ، والقانون، والرياضيات لمدة ست سنوات بمدرسة اليسوعيين في بورج، ثم التحق بالأكاديمية الملكية في باريس وهو في السابعة عشرة من عمره، خلال فترة غياب والده الذي تولى حينها حكم برغونية.
رتب والده له خطبة من كلير كليمنس دي مايي دي بريزي ابنة شقيقة الكاردينال ريشيليو، رغم أنه كان واقعًا في حب فتاة من عامة الشعب، ابنة أحد خَدَم الملك. إلا أن والده أجبره على الزواج من خطيبته، التي كانت في الثالثة عشرة من عمرها آنذاك، ورغم إنجابها عددًا من الأبناء، اتّهمها لويس لاحقًا بالزنا مع عدة رجال، ما أدى إلى سجنها في شاتورو.
انضم لويس إلى الجيش عام 1640، وشارك في حصار أراس حيث أظهر براعة عسكرية لافتة، ووقف إلى جانب الكاردينال ريشيليو ضد مؤامرة "سنايك مارس"، ثم قاتل في حصار بيربينيا سنة 1642 خلال حرب الحصَّادين. وفي عام 1643 تولّى قيادة الجيش الفرنسي في الشمال ضد الإسبان، وحقق نصرًا حاسمًا في معركة روكرو، ما عزز مكانته العسكرية والسياسية.
عاد إلى باريس منتصرًا، وحاول أن يُنهي زواجه غير السعيد بعد وفاة ريشيليو أواخر عام 1642، على أمل الزواج من محبوبته، إلا أنها التحقت برهبنة كرملية عام 1647، وفي 1644 أُرسل إلى ألمانيا لمساندة المارشال دي لاتور دي أوفرن، فتولى بنفسه قيادة القوات، وحقق انتصارات مهمة ضد البافاريين والقوات الإمبراطورية، وفتح عدة قلاع في المنطقة.
في عام 1646 ورث لويس لقب "أمير كوندي" بعد وفاة والده، وأصبح واحدًا من أغنى نبلاء فرنسا، مما أثار قلق الوصية آن النمساوية والكاردينال مازاران اللذان سعيا لإبعاده عن باريس، عُيّن قائدًا للجيوش الفرنسية في كتالونيا خلال حرب الحصَّادين، وتمكن من تحقيق نجاحات ملحوظة.
مع اندلاع اضطرابات في باريس سنة 1648، استُدعي كوندي لقمع تمرد برلمان باريس، وتمكّن من إنجاز المهمة بسرعة، مما أدى إلى توقيع صلح رويل في مارس 1649، لكن سرعان ما اندلعت فروند النبلاء، فقاد التمرد في يناير 1650، لكن مازاران أمر باعتقاله مع شقيقه أمير كونتي وأمير لونجفيل، فاحتُجزوا في فانسن.
أدى اعتقاله إلى تحالف مؤقت بين النبلاء والبرلمانيين، ما أسفر عن إطلاق سراحه في فبراير 1651، ولكن تضارب المصالح أعاد خلط التحالفات، فواجه كوندي البلاط الملكي، بينما تحوّل دي لاتور دي أوفرن لدعم الملك. هُزم كوندي في يوليو 1652 قرب باريس، ما أنهى تهديد "الفروند" بشكل فعلي.
استطاع كوندي الفرار، ولكن بدعم من دوقة مونتبنسير دخل باريس، لاحقًا تحالف مع الإسبان ضد فرنسا، وشاركهم القتال حتى صلح البرانس سنة 1659، الذي نص على العفو عنه واستعادة ممتلكاته وألقابه، لكنه أُقصي عن القيادة العسكرية، ولم يُمنح أي منصب عسكري حتى عام 1667.
منذ ذلك الحين وحتى وفاته، التزم كوندي بالولاء التام للملك لويس الرابع عشر، وفي وقت لاحق حاول البولنديون ترشيح ابنه هنري جول دي بوربون، ثم لويس نفسه للعرش البولندي، ولكن لويس الرابع عشر استخدم حق النقض ومما أدى إلى انتخاب يان سوبياسكي بدلًا منه عام 1674.
في عام 1685 زوّج حفيده لويس دوق بوربون من لويز فرانسواز البوربونية ابنة الملك غير الشرعية، أُصيبت لويز بالجدري في العام التالي، فاعتنى بها لويس بنفسه حتى تعافت، إلا أنه أُصيب بالعدوى وتوفي لاحقًا في 11 ديسمبر 1686.

## روابط خارجية
- لويس كوندي الأكبر على موقع الموسوعة البريطانية (الإنجليزية)